# Directiva 67/548/CEE
La directiva 67/548 del Consell de la Unió Europea tracta de les substàncies perilloses és una de les principals lleis europees respecte a la seguretat dels productes químics. Es va fer sota l'article 100 (Art. 94 en la versió consolidada) del Tractat de Roma. Per acord també és aplicable a la Zona Econòmica Europea (EEA), i a les lleis rellevants de Suïssa.

## Abast de la directiva
La directiva s'aplica a prodúctes químics purs i les seves mescles posades en el mercat no s'aplica asubstàncies creades només amb propòsits de recerca científica. Normes addicionals en preparacions es contenen en la directiva de preparacions perilloses (1999/45/EC):
La directiva no s'aplica al següent grup de substàncies i preparacions (Art. 1):
- Cosmètics, els qualls estan coberts per la directiva de cosmètics
- Comestibles per humans o animals
- Medicines
- Pesticides
- Materials radioactius
- Residus

La directiva no s'aplica al transport de substàncies o preparacions perilloses.

## Classificació de les substàncies perilloses
Es llisten en l'article 2 i algunes, però no totes, d'aquestes classes estan associades amb símbols i un codi.
- Explosives (E)
- Agents oxidants (O)
- Imflamables extremadament (F+), altament (F)
- Substàncies tòxiques o preparacions, classificades com molt tòxic (T+) o tòxic (T)
- Perilloses (Xn)
- Corrosives (C)
- Irritants (Xi)
- Sensibilitzants
- Carcinògens (Carc.), classificats en tres categories
- Mutàgens (Mut.), classificat en tres categories
- Substàncies o preparacions ques ón tòxiques per la reproducció (Repr.), classificades en tres categories
- Substàncies o preparacions que són perilloses per al medi ambient (N)

## Símbols de perillositat
Estan definits en l'Annex II de la directiva.
 C: Corrosiu

 E: Explosiu

 F: Altament inflamable

 F+: Extremadament inflamable

 N: Perillós per al medi ambient

 O: Agent oxidant

 T: Tòxic

 T+: Molt tòxic

 Xi: Irritant

 Xn: Perjudicial